# František Maxmilián Kaňka
František Maxmilián Kaňka, češki arhitekt, * 9. avgust 1674, Praga, † 14. julij 1766, Praga.
Kaňka je najbolj znan po svojem delu na Češkem (Bohemiji), kjer je predvsem obnavljal in prenavljal stare plemiške in cerkvene zgradbe.
- Ledeburski vrt (Ledeburská zahrada), Praga
- Pálffyjeva palača (Pálffyho palác), Malá Strana, Praga (1714 - 1716)
- Černinska palača (Černínský palác), Hradčani, Praga, dograditev stavbe in monumentalnih stopnic (1717 - 1733)
- Astronomski stolp (Astronomická věž), Klementinum, Praga, (1723 - 1724)
- Cerkev svetega Janeza (Pfarrkirche St. Johann), Donaueschingen (1724)
- Cerkev svetega Janeza Nepomuka (Kostel svatého Jana Nepomuckého), Kutná Hora (1734 - 1754)
- Piaristična cerkev Najdenja svetega Križa (Piaristický kostel Nalezení svatého Kříže), Litomyšl
- Dvorec Litomyšl (Zámek Litomyšl), Litomyšl, predelava v klasicistični baročni slog